# Правда (1904 – 1941)
Вижте пояснителната страница за други значения на Правда.
„Правда“ (на сръбски: „Правда“) е сръбски ежедневен следобеден вестник, излизал на кирилица от 1904 до 1941 година.
От брой 181 (1905) вестникът има подзаглавие Орган на прогресивната младеж (Орган напредњачке омладине).
След окупацията на Сърбия от страните от Централните сили в 1915 година по време на Първата световна война и изтеглянето на сръбските войски през Корфу в Солун, част от сръбския печат също се мести в македонската столица. От брой 7 (1916) се печата в печатница „Аквароне“ в Солун, а от брой 16 (1917) в печатница „Фос“. След края на войната вестникът се завръща в Белград